# Yuka Kusunose
Yuka Kusunose (jap. 楠瀬 由佳, Kusunose Yuka; * 9. Juni 1987) ist eine japanische Badmintonspielerin. 

## Karriere
Yuka Kusunose gewann beim Smiling Fish 2011 die Dameneinzelkonkurrenz. Im gleichen Jahr wurde sie Zweite bei den Polish International 2011. Bei den Vietnam Open 2012 schied sie dagegen schon in Runde ein aus. Bei den French International 2013 wurde sie Dritte im Dameneinzel. Ebenso beim Vietnam International 2015.